# Eugen Langen
Eugen Langen (ur. 9 października 1833 w Kolonii, zm. 2 października 1895 w Elsdorf) – niemiecki inżynier, przemysłowiec i wynalazca. W 1876 roku zbudował wraz z Nikolausem Otto czterosuwowy silnik spalinowy tłokowy na gaz świetlny (ze sprężoną mieszanką paliwową). Opracował on sposób wytwarzania cukru w kostkach, a także wynalazł hutniczy ruszt piętrowy.

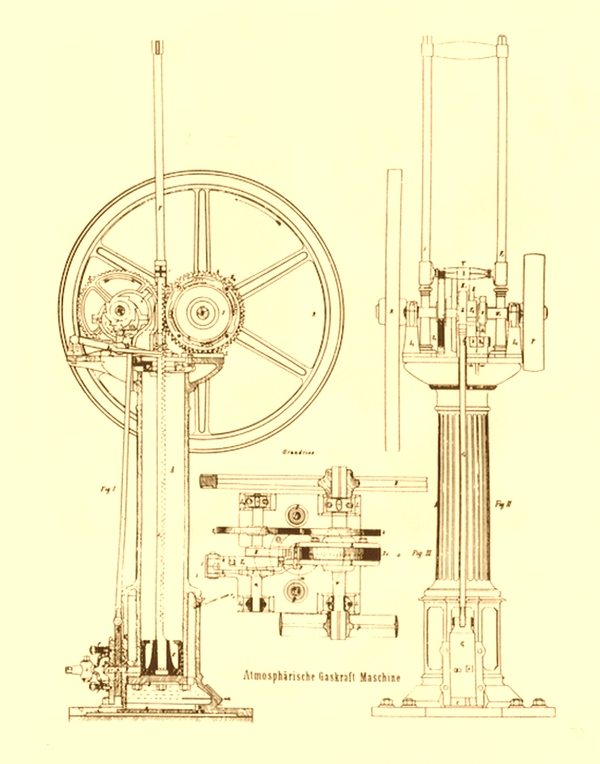
Schemat silnika na gaz zaprojektowanego przez Langena i Otto

W 1864 założył razem z inżynierem Nikolausem Otto pierwszą na świecie fabrykę silników N. A. Otto & Cie. W 1869 roku nazwę firmy zmieniono na Gasmotoren-Fabrik Deutz AG (Fabryka Silników Benzynowych Deutz), zaś obecnie firma jest znana jako Deutz AG.